# 阿斯特山
阿斯特山（英語：Mount Astor）是南極洲的山峰，位於鮑澤山以北3公里，屬於海斯山脈的一部分，海拔高度3,710米，該山峰在1929年11月由美國的探險隊發現。